# Lista de bairros de Marabá

Os seis núcleos urbanos de Marabá

Esta é a lista dos bairros do município de Marabá. Para melhor entendimento, cada bairro está organizado um em seu respectivo núcleo. 
Embora estejam listados todos os bairros ou ocupações conhecidas, não há dados oficiais sobre quantos destes existem em Marabá.
Segundo o "Plano Diretor Participativo" Marabá está oficialmente subdividida em doze distritos. Destes, um é urbano pois configura-se como a sede do município; os outros onze se encontram na zona rural, sendo portanto distritos rurais.

## Núcleos urbanos
Segundo o "Plano Diretor Participativo" os núcleos urbanos de Marabá são seis: Cidade Nova, Industrial, Morada Nova, Nova Marabá, São Félix e Velha Marabá. Os núcleos urbanos de Marabá também eram conhecidos como distritos urbanos.
No mesmo Plano Diretor (revisado em 2018), algumas porções da Cidade Nova, da Nova Marabá, do São Félix e da Morada Nova receberam categorização especial como "área de expansão", donde se deve priorizar a construção de novos empreendimentos residenciais. Outra alteração importante presente no Plano se deu em relação a Nova Marabá (ainda em 2006 e reafirmado em 2018), que passou a figurar de fato como um núcleo, já que originalmente era um único bairro.

### Núcleo Cidade Nova
| Nº | Nome do bairro          | População (IBGE 2010) | Nome alternativo                     |
| -- | ----------------------- | --------------------- | ------------------------------------ |
| 1  | Quindangues             | 184                   | Vale do Aeroporto                    |
| 2  | Agrópolis INCRA         | 448                   | -                                    |
| 3  | Amapá                   | 2.364                 | -                                    |
| 4  | Bairro da Paz           | 2.951                 | Bairro da Lucinha                    |
| 5  | Belo Horizonte          | 9.604                 | -                                    |
| 6  | Bom Planalto            | 2.858                 | -                                    |
| 7  | Carajás I               | -                     | -                                    |
| 8  | Carajás II              | -                     | -                                    |
| 9  | Jardim Imperial         | -                     | -                                    |
| 10 | Cidade Nova             | 3.962                 | Centro da Cidade Nova                |
| 11 | Filadélfia              | -                     | -                                    |
| 12 | Independência           | 2.899                 | -                                    |
| 13 | Fronteira               | 509                   | Itamaraty/Barreira da PM/São José II |
| 14 | Jardim Bela Vista       | 2.107                 | -                                    |
| 15 | Jardim São João         | 945                   | Km 02                                |
| 16 | Jardim União            | 4.543                 | -                                    |
| 17 | Jardim Vitória          | 536                   | -                                    |
| 18 | Laranjeiras             | 8.107                 | Laranjeira/Parque das Laranjeiras    |
| 19 | Liberdade               | 14.472                | -                                    |
| 20 | Novo Horizonte          | 4.849                 | -                                    |
| 21 | Novo Planalto           | 3.647                 | -                                    |
| 22 | São Miguel da Conquista | 1.034                 | Invasão do Aurélio                   |
| 23 | Vila São José           | 881                   | Km 08/São José I                     |
| 24 | Vale do Itacaiunas      | 4.432                 | -                                    |
| 25 | Newton Miranda          | 891                   | Infraero                             |
| 26 | Castanheira I           | -                     | Castanheira Residence                |
| 27 | Castanheira II          | -                     | -                                    |
| 28 | Jardim Alvorada         | 568                   | -                                    |

### Núcleo Industrial
- Setor Ferroviário
- Setor Industrial I
- Setor Industrial II

- Nota: Não há bairros neste núcleo, mas compreende-se uma organização espacial que se assemelha a "bairros".

### Núcleo Morada Nova
| Nº | Nome do bairro  | População (IBGE 2010) | Nome alternativo            |
| -- | --------------- | --------------------- | --------------------------- |
| 1  | Jardim do Éden  | 591                   | -                           |
| 2  | Gabriel Pimenta | 1.133                 | Invasão da Eletronorte      |
| 3  | Morada Nova     | 6.257                 | Km 12/Centro da Morada Nova |
| 4  | Tiradentes      | ≅4.935                | Residencial Tiradentes      |
| 5  | Onze            | 602                   | Km 11                       |
| 6  | Jardim Coelhão  | -                     | -                           |
| 7  | Feirinha        | -                     | -                           |
| 8  | Resende         | -                     | -                           |
| 9  | Nativa          | -                     | -                           |

### Núcleo Nova Marabá
| Nº | Nome do bairro                         | População (IBGE 2010) | Nome alternativo         |
| -- | -------------------------------------- | --------------------- | ------------------------ |
| 1  | Folha 01                               | 406                   | Beira-Rio/Porto Cosipar  |
| 2  | Alzira Mutran                          | 8.805                 | Km 07                    |
| 3  | Cidade Jardim                          | -                     | -                        |
| 4  | Vila Lafaiete                          | 160                   | Perseverança/Vila da PRF |
| 5  | Folha 05                               | 997                   | -                        |
| 6  | Folha 06                               | 3.502                 | -                        |
| 7  | Folha 07                               | 1.952                 | -                        |
| 8  | Folha 08                               | 3.791                 | -                        |
| 9  | Folha 09                               | 705                   | -                        |
| 10 | Folha 10                               | 1.817                 | -                        |
| 11 | Folha 11                               | 1.859                 | -                        |
| 12 | Folha 12                               | 3.963                 | -                        |
| 13 | Folha 13                               | 1.564                 | -                        |
| 14 | Folha 14                               | 1.001                 | -                        |
| 15 | Folha 15                               | 2.464                 | -                        |
| 16 | Folha 16                               | 3.779                 | -                        |
| 17 | Folha 17                               | 2.670                 | -                        |
| 18 | Folha 18                               | 725                   | -                        |
| 19 | Folha 19                               | 513                   | -                        |
| 20 | Folha 20                               | 2.787                 | -                        |
| 21 | Folha 21                               | 1.372                 | -                        |
| 22 | Folha 22                               | 2.467                 | -                        |
| 23 | Folha 23                               | 2.140                 | -                        |
| 24 | Novo Paraíso                           | -                     | Maria Cruz/Km 06         |
| 25 | Folha 25                               | 1.286                 | -                        |
| 26 | Folha 26                               | 834                   | -                        |
| 27 | Folha 27                               | 2.071                 | -                        |
| 28 | Folha 28                               | 5.626                 | -                        |
| 29 | Folha 29                               | 3.733                 | -                        |
| 30 | Folha 30                               | 823                   | -                        |
| 31 | Folha 31                               | 1.231                 | -                        |
| 32 | Folha 32                               | 854                   | -                        |
| 33 | Folha 33                               | 6.008                 | -                        |
| 34 | Folha 34                               | 1.002                 | -                        |
| 35 | Folha 35                               | 1.802                 | -                        |
| 36 | Folha Industrial                       | 339                   | -                        |
| 37 | Nossa Senhora Aparecida                | 3.537                 | Bandeira/Coca-Cola       |
| 38 | Vila Militar Presidente Castelo Branco | 405                   | VMPCB                    |
| 39 | Vila Militar Presidente Costa e Silva  | 384                   | VMPCS                    |
| 40 | Vila Militar Presidente Médici         | 197                   | VMPM                     |
| 41 | Varjão                                 | 237                   | -                        |
| 42 | Morumbi                                | -                     | -                        |
| 43 | Delta Park                             | -                     | -                        |
| 44 | Ipiranga                               | -                     |                          |
| 45 | Total Ville                            | -                     | -                        |
| 46 | Araguaia                               | -                     | Fanta                    |
| 47 | Bases Militares de Marabá              | -                     | Mata do 52 BIS           |

### Núcleo São Félix
| Nº | Nome do bairro     | População (IBGE 2010) | Nome alternativo      |
| -- | ------------------ | --------------------- | --------------------- |
| 1  | Francolândia       | 972                   | -                     |
| 2  | Geladinho          | 1.010                 | -                     |
| 3  | Novo Progresso     | ≅1.500                | -                     |
| 4  | Novo São Félix     | 1.134                 | Vila Boa Esperança    |
| 5  | Paris              | -                     | -                     |
| 6  | São Félix Pioneiro | 2.817                 | Velho São Félix       |
| 7  | São Félix II       | 8.566                 | -                     |
| 8  | São Félix III      | 967                   | Bairro do CIAM        |
| 9  | Vale do Tocantins  | ≅3.780                | Residencial Tocantins |
| 10 | Norte              | ≅1.300                | -                     |
| 11 | Magalhães I        | ≅9.800                | -                     |
| 12 | Magalhães II       | -                     | -                     |
| 13 | Parque do Araguaia | -                     | -                     |

### Núcleo Velha Marabá
| Nº | Nome do bairro   | População (IBGE 2010) | Nome alternativo   |
| -- | ---------------- | --------------------- | ------------------ |
| 1  | Centro           | 1.486                 | Bairro do Comércio |
| 2  | Francisco Coelho | 2.646                 | Cabelo Seco        |
| 3  | Santa Rita       | 733                   | -                  |
| 4  | Santa Rosa       | 6.831                 | -                  |
| 5  | Vila Canaã       | 1.823                 | Vila-do-Rato       |

## Distritos rurais
- Alto Bonito
- Brejo do Meio
- Capistrano de Abreu
- Carimã
- Itainópolis
- Josinópolis
- Muru-Muru[30][31]
- Santa Fé
- Três Poderes
- Sororó
- União